# Horní Podluží
Horní Podluží – gmina w Czechach, w powiecie Děčín, w kraju usteckim. Według danych z dnia 1 stycznia 2013 liczyła 738 mieszkańców.